# Либерална странка (Хрватска)
Либерална странка (скраћеница: ЛС) је била политичка странка у Хрватској. Странка је била чланица Партије европских либерала.
У свом програму Странка је полазила од исходишне идеје либералног учења, појединца и његове слободе, слободе од сваке присиле, а циљ јој је био изградња државе која ће појединцу, грађанину омогућити то основно право, штитећи га од злоупотребе моћи уставним механизмима, као што су: слобода, једнакост, владавина права; предузетништво, иницијативе и економска слобода; цивилно и отворено друштво; слобода медија и независност новинарске професије те солидарност и социјална равнотежа. Републику Хрватску тежи изградити као парламентарну, децентрализовану државу устројену према областима традиционалних хрватских историјских регија на начелима Европске повеље о локалној самоуправи и као такву је укључити у процесе глобализације светског поретка.
Странка је основана 1997. године након што се део чланова на челу са Владом Готовцем одвојио од матичне Хрватске социјално-либералне странке (ХСЛС). На парламентарним изборима 2000. године странка је имала два посланика у Хрватском сабору те је била члан твз. Шесторке, коалиције странака која је формирала власт. Странка је имала једног министра у коалиционој влади премијера Ивице Рачана.
На парламентарним изборима 2003. године у коалицији са Социјалдемократском партијом странка поново добија 2 посланика те постаје члан опозиције. Тадашњи предсјеник странке Иво Банац најављује спајање странке с Хрватском народном странком у нову либералну странку али та иницијатива пропада те је на страначкој конвенцији смењен. Златко Бенашић, нови председник странке, започиње 2005. преговоре о уједињењу странке с ХСЛС-ом. Почетком 2006. године Странка престаје постојати удруживањем с ХСЛС-ом.

## Председници
1. Владо Готовац, (1998—2000)
2. Божо Ковачевић, в.д., (2000)
3. Златко Крамарић, (2000—2003)
4. Иво Банац, (2003—2004)
5. Златко Бенашић, (2004—2006)